# Día Nacional del Gaucho
El Día Nacional del Gaucho se celebra en la Argentina el 6 de diciembre El proyecto de LEY fue impulsado por el diputado nacional Alberto Albamonte con la colaboración del Presidente de la Confederación Gaucha Argentina Juan Jose Güiraldes. Fue oficializado el 15 de diciembre de 1993 por la sanción de la ley Nº 24303.

## Comisión Nacional del Gaucho
La Ley N° 24.303 de la República Argentina establece por el decreto 1096/96 la creación de una Comisión Nacional del Gaucho. Esta comisión tiene por objeto la promoción de los  eventos conducentes a la celebración del Día Nacional del Gaucho, rescatando y difundiendo las manifestaciones culturales gauchescas. Son cinco los integrantes de la mencionada comisión y ellos son designados por la Secretaría de Cultura, están en el ejercicio de sus cargos dos años con carácter ad-honorem.